# Megascops nudipes
El autillo puertorriqueño, múcaro común o mucarito de Puerto Rico (Megascops nudipes, sin. Gymnasio nudipes o Otus nudipes) es el búho más abundante y de más amplia distribución en Puerto Rico. Es endémico y residente todo el año.

## Dimensiones y características
Este pequeño búho tiene una longitud entre 23 a 25 cm (9-10 pulgadas) de pico a cola y una masa corporal que varía entre 112 a 140 g (4-5onz). Su color de plumaje es achocolatado en casi todo su cuerpo. El pecho y abdomen son blancos con barras color marón. Una variedad de este búho con color de plumaje gris claro habita los bosques seco del sudoeste de Puerto Rico. En las patas tienen dos dedos hacia el frente y dos hacia atrás. Existen poblaciones pequeñas del mucarito de Puerto Rico en las Isla de Culebra e Islas vírgenes estadounidenses y Británicas. Podemos encontrar al mucarito en terrenos forestados en las costas, interior y suburbios de Puerto Rico. Es de hábitos nocturnos. Canta al atardecer, durante la noche y hasta el amanecer. 
Localiza sus presas en la oscuridad asistido por el sentido de la audición. Tiene en su rostro una plumas que forman un disco facial que actúa como receptor de sonidos y los canaliza hacia sus oídos. Se alimenta de insectos, escorpiones, coquíes, lagartijos y ratones. Se traga a su presa y regurgita los desechos no digeridos (piel, pelos, huesos) en una masa compacta llamada egagrópilo (Joglar, 2005, pág. 225).

## Reproducción
Su período reproductivo se extiende desde abril hasta junio. Pone dos huevos blancos en una cavidad en huecos de árboles, cuevas y hasta cajas para anidar. (Joglar,2005, pág 225).

## Galería

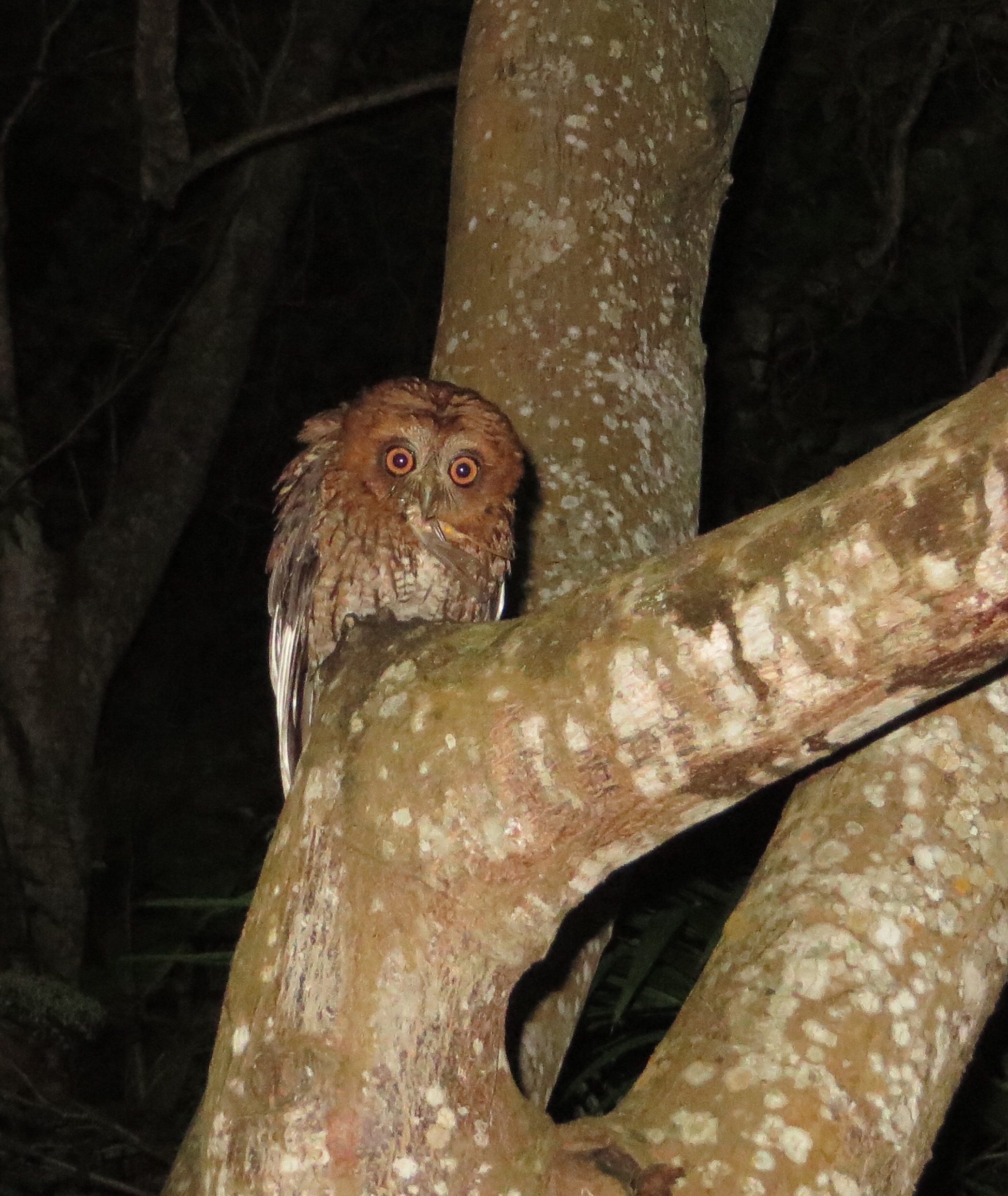
Mucarito en el municipio de Aguada
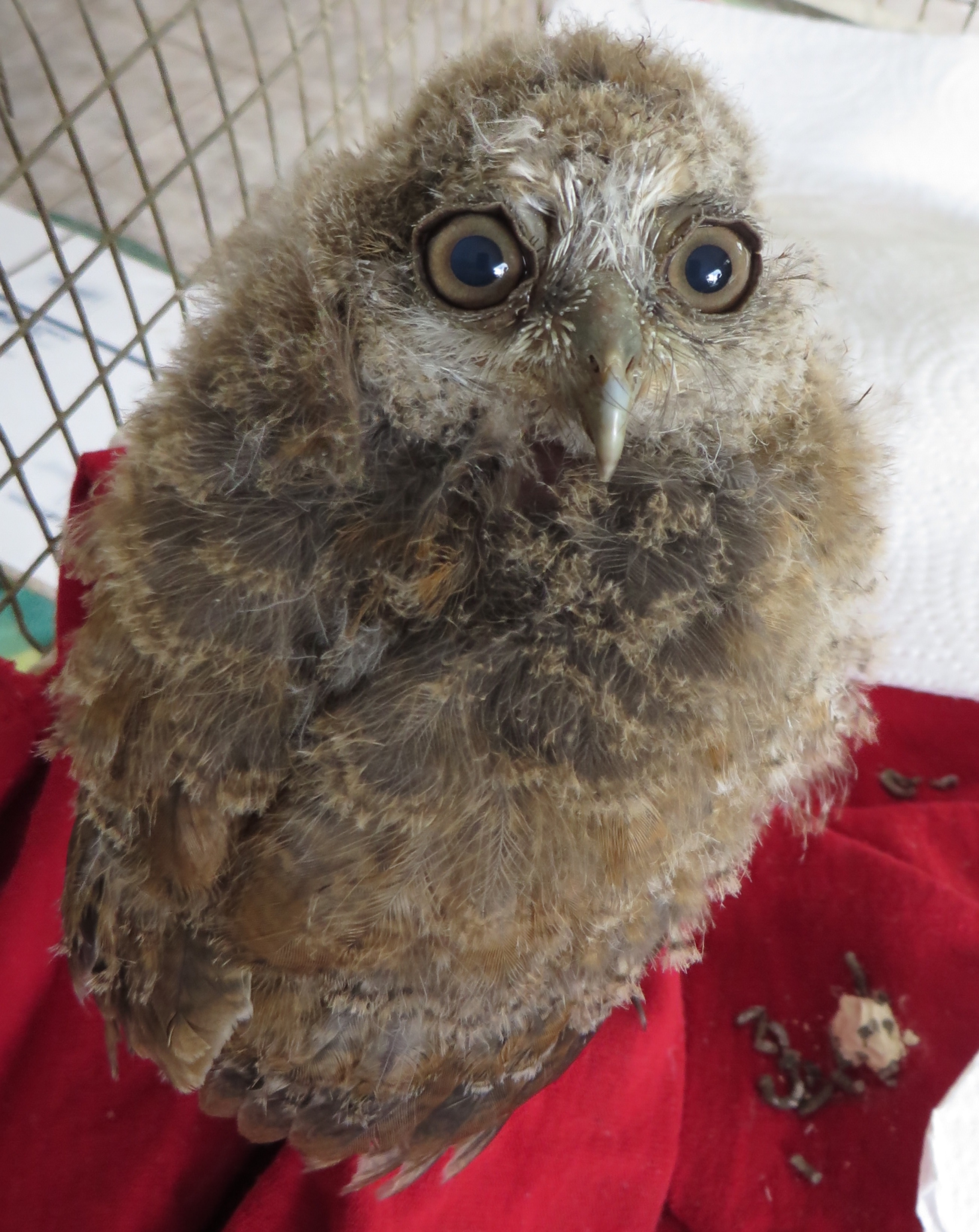
Cría de mucarito